# Präfekturparlament Tokio

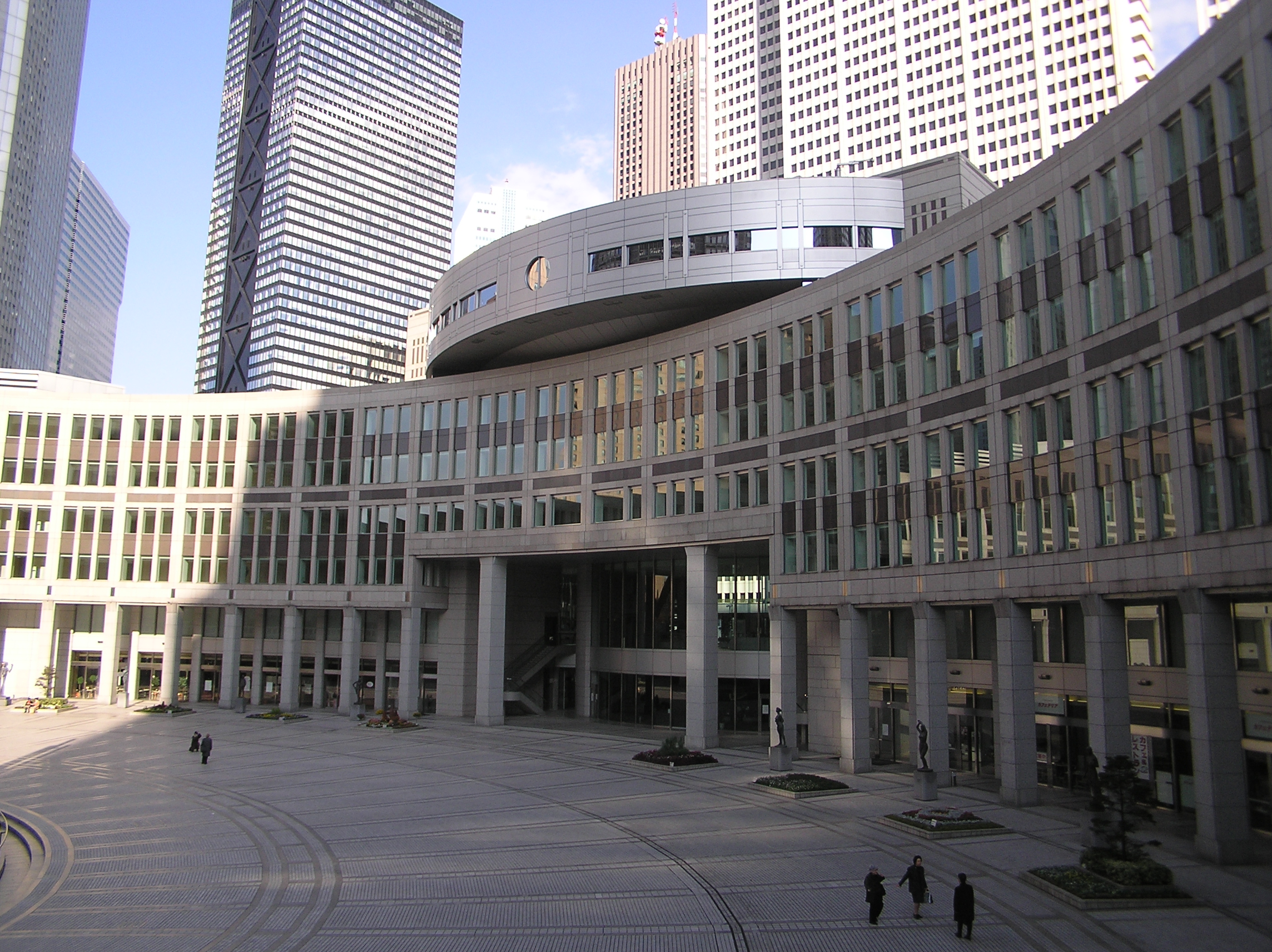
Das Parlamentsgebäude im Gebäudekomplex der Präfekturverwaltung im Stadtteil Nishi-Shinjuku des Bezirks Shinjuku

Das Präfekturparlament Tokio (jap. 東京都議会, Tōkyō togikai, engl. "Tokyo Metropolitan Assembly") ist das Parlament der japanischen Präfektur (to, engl. "Metropolis") Tokio. Wie alle Präfekturparlamente entscheidet es über Satzungen, den Haushalt (im Fiskaljahr 2019 fast 7,5 Bill. Yen, ca. 60 Mrd. Euro) und wichtige Personalnominierungen des Gouverneurs für die Präfekturverwaltung. Die 127 Mitglieder werden alle vier Jahre durch nicht übertragbare Einzelstimmgebung in 42 Wahlkreisen gewählt, von denen die meisten den Gemeinden in Tokio oder ehemaligen Landkreisen entsprechen. Seit es 1965 nach dem „Schwarzer-Nebel“-Korruptionsskandal (kuroi kiri jiken) zur Selbstauflösung und Neuwahlen kam, wählt Tokio sein Präfekturparlament in einem eigenständigen Wahlzyklus (zuletzt 2021).

## Geschichte
Wie die meisten Präfekturen erhielt Tokio (damals noch -fu) nach dem Dajōkan-Erlass über Präfekturversammlungen von 1878 (府県会規則 fukenkai kisoku) erstmals eine Volksvertretung: die Tōkyō-fukai (東京府会). Die erste eröffnete im Januar 1879. Die Präfekturordnung (fukensei) von 1890, mit der Präfekturparlamente indirekt gewählt werden sollten, wurde in Tokio nicht implementiert, bevor die revidierte Präfekturordnung von 1899 wieder direkte Wahlen einführte – wie im ganzen Land noch bis in die 1920er mit Zensusbeschränkungen, die zunächst sehr hoch waren, aber in mehreren Schritten gesenkt wurden.
Als die 1889 eingerichtete Stadt Tokio (Tōkyō-shi) nach dem Tōkyō-tosei 1943 wieder aufgelöst wurde, wurde die Tōkyō-fu zur -to und das neue Präfekturparlament übernahm zusätzlich auch die Funktionen des bisherigen Parlaments der Stadt Tokio (東京市会, Tōkyō-shikai). Mit den Besatzungsreformen 1947 wurde Tokio anderen Präfekturen weitgehend gleichgestellt, außerdem wurden die Verwaltungsbezirke auf dem ehemaligen Gebiet der Stadt Tokio durch „Sonderbezirke“ (tokubetsu-ku) auf Gemeindeebene ersetzt, wodurch auch dort wieder eigenständige Kommunalverwaltungen mit Bürgermeistern und Gemeindeparlamenten entstanden. Es dauerte später allerdings Jahrzehnte, bis diese anderen Gemeinden in Tokio und andernorts weitgehend gleichgestellt wurden, und bis heute hat die Präfekturverwaltung und damit auch das Präfekturparlament von Tokio für das Gebiet der „Sonderbezirke“ (zusammen auch umgangssprachlich und in der deutschsprachigen Wikipedia Tokio genannt) manche normalerweise kommunale Zuständigkeiten.

## Wahlen und Zusammensetzung
- KPJ: 19
- KDP: 13
- Mirai kaigi („Zukunftskonferenz“; aus ex-ToFi-Abgeordneten): 4
- Chiiki seitō jiyū o mamoru kai („Regionalpartei ‚Vereinigung zur Verteidigung der Freiheit‘“; 2014 gegründeter Minna-Spaltrest): 2
- Fraktionslos: 6 Gruppierungen à 1 Mitglied (inkl. Ishin, Net, Grüne): 6
- Tomin First no Kai: 27
- Kōmeitō: 23
- LDP: 30

Das Präfekturparlament Tokio hat heute regulär 127 Mitglieder aus 42 Wahlkreisen, darunter derzeit sieben Einmandatswahlkreise, in denen die nicht übertragbare Einzelstimmgebung zu winner-take-all wird. Den mandatsstärksten Wahlkreis bildet der Bezirk Setagaya mit acht Abgeordneten, Nerima und Ōta sind Siebenmandatswahlkreise. Tokios bisher einzige kreisfreie Stadt mit einem gesetzlichen Großstadtstatus, Hachiōji, wählt fünf Abgeordnete. Das höchste Stimmgewicht hat mit vierfacher Überrepräsentation der Inselwahlkreis: In den neun Gemeinden auf den Izu- und Ogasawara-Inseln gab es bei der Wahl 2021 20.691 Wahlberechtigte (0,19 % aller präfekturweit Wahlberechtigten), sie wählen zusammen einen Abgeordneten (0,79 % des Präfekturparlaments).
Bei der Präfekturparlamentswahl am 4. Juli 2021 verzeichnete die Tomin First no Kai von Gouverneurin Yuriko Koike geringere Verluste als vor der Wahl erwartet und blieb mit 31 Sitzen nur knapp hinter der Liberaldemokratischen Partei, die mit 33 Sitzen den Status als stärkste Kraft zurückeroberte, aber auf historisch niedrigem Niveau blieb. Die Kōmeitō gewann unverändert 23 Sitze, die Kommunistische Partei Japans 19, die Konstitutionell-Demokratische Partei 15. Zusammen mit der Gouverneurswahl 2024 fanden neun Nachwahlen statt. Die nächste allgemeine Wahl 2025 ist für den 22. Juni angesetzt.

## Organisation

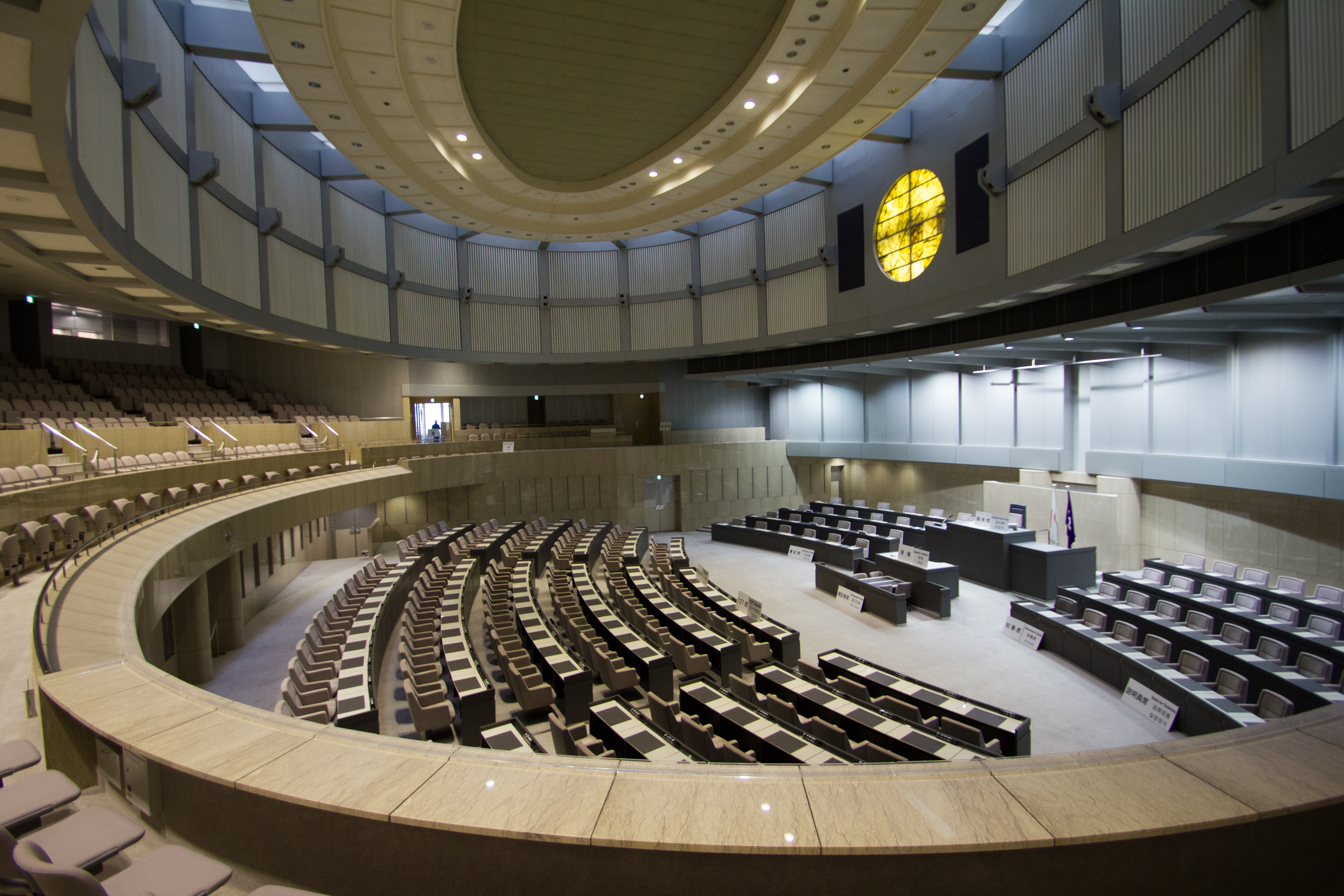
Der Plenarsaal

### Präsidium
Das Parlament wählt aus seiner Mitte einen Präsidenten (gichō) und einen Vizepräsidenten (fuku-gichō), meist zu Beginn einer Wahlperiode oder nach Rücktritt. Der Präsident vertritt das Präfekturparlament nach außen, leitet Sitzungen und hat die Aufsicht über das Sekretariat des Präfekturparlaments (togikai jimukyoku). Der Vizepräsident vertritt den Präsidenten bei Bedarf.
Es ist in jüngerer Zeit häufig, dass der Präsident aus der stärksten Fraktion kommt, der Vizepräsident aus der zweitstärksten. Derzeitiger (Stand: Februar 2025), 52. togikai-Präsident ist jedoch Hiroki Masuko (Tomin First, Wahlkreis Bunkyō), der 46. Vizepräsident ist Takahiko Tanimura (Kōmeitō, Wahlkreis Kita-Tama #1).

### Sitzungsperioden
Es gibt eine reguläre Sitzung (定例会, teireikai) pro Quartal, sie werden vom Gouverneur im Februar, Juni, September und Dezember einberufen und dauern typischerweise etwa einen Monat. Auf eigene Initiative oder auf Gesuch eines Viertels der Abgeordneten kann der Gouverneur oder der Präsident zusätzlich Sondersitzungen (臨時会, rinjikai) einberufen.

### Ausschüsse
Es gibt unter den gültigen Satzungen neun ständige Ausschüsse (jōnin iinkai) des Präfekturparlaments Tokio, für: Allgemeine Angelegenheiten (sōmu), Finanzen (zaimu), Kultur und Bildung (bunkyō), „Stadtordnung“ (toshi seibi), Soziales (kōsei), Wirtschaft & Häfen (keizai・kōwan), Umwelt & Bau (kankyō・kensetsu), öffentliche Betriebe (kōei kigyō), Polizei & Feuerwehr (keisatsu・shōbō). Diese haben eine festgelegte Zuständigkeitsverteilung für Ämter der Präfekturverwaltung. Aus führenden Vertretern aller Fraktionen wird ein Geschäftsordnungsausschuss (gikai un’ei iinkai, wörtlich „Parlamentsgeschäftsausschuss“) gebildet, der organisatorische Fragen berät. Außerdem können Sonderausschüsse (tokubetsu iinkai) eingerichtet werden; Ende März 2025 gab es keinen, nachdem die Haushaltsberatungen für den Fiskaljahreswechsel im April bereits abgeschlossen waren; Haushalts- und Rechnungsprüfungsausschüsse werden regelmäßig [aber eben nicht ständig] für die Haushaltsberatungen und den Haushaltsabschluss als Sonderausschüsse eingerichtet.